# 남송이오름
남송이오름(南松岳)은 높이는 339m 이고 대한민국 제주특별자치도 서귀포시 안덕면 서광리에 위치한 기생화산으로 알려진 오름이다.

## 위치
남송이오름은 북서쪽으로 터진 대향 말굽형 분화구를 주축으로 북측 능선 허리에 형성된 원형분화구와 그 북쪽에 ‘소로기촐리’라고 불리는 알오름으로 구성된 복합화산체로 한라산국립공원 외부지역에 위치한 오름치고는 꽤 높은 오름이다.

## 에코투어
에코투어는 생태관광이라 하는 자연을 즐기면서 환경의 중요성도 온몸으로 체험하게 되는 자연친화적이고 지속 가능한 여행 프로그램이다. 에코투어는 여가여행의 주목적이 되었으며, 유네스코 국제보호지역으로 제주섬은 에코투어의 최적지가 되어 있다.
이곳 코스에서의 에코투어는 2개 코스가 있는데 남송이오름~저지곶자왈~올레길~문도지오름~목장길~곶자왈~도너리오름 둘레길~태역밭길~오설록길로 가는 길과 신화역사로~제주신화역사공원~남송이오름~태역밭길~안덕곶자왈~문도지오름~저지곶자왈~올레길~비밀의숲 가는 길이 있다.

## 전해오는 이야기
남송이오름은 한자로 남송악(南松岳)으로 적는데 지형이 날개를 펼친 소로기(솔개)를 닮았다고 해서 ‘남소로기’라고 불리는 오름으로 북측을 ‘소로기촐리’라고 부르는 오름이다.

## 같이 보기
- 한라산
- 문도지오름
- 도너리오름

## 참고
1. 1 2 3  “2017 제주섬 글로벌 에코투어(1)”. 한라일보. 2017년 5월 4일. 2018년 3월 29일에 확인함.
2. 1 2 3  “남송악-광활한 녹차밭에 솔개 한마리 날다”. 제주신보. 2017년 5월 12일. 2018년 3월 29일에 확인함.
3. 1 2  “2018 제주섬 글로벌 에코투어(1)”. 한라일보. 2018년 3월 28일. 2018년 3월 30일에 확인함.